# Schemtschuschina Sotschi
Der FK Schemtschuschina-Sotschi (russisch Футбольный клуб Жемчужина-Сочи) war ein 1991 gegründeter russischer Fußballverein aus dem Kurort Sotschi am Schwarzen Meer, der von 1993 bis 1999 in der höchsten russischen Liga spielte.

## Geschichte
Um den Jahreswechsel 1990/91 wurde der Club auf Initiative des sich im Winterurlaub befindlichen Trainers des sibirischen Zweitligaabsteigers Kusbass Kemerowo, Arsen Naidenow, von der Stadtverwaltung Sotschi - der damalige Bürgermeister wurde Präsident des neuen Clubs - und einem örtlichen Hotel namens Schemtschuschina gegründet. Der Club wurde nach dem Hotel benannt, dessen Name Perle bedeutet. Naidenow wurde erster Trainer des Clubs und blieb es bis 1997.
1991 nahm der Verein an der letzten Saison der sowjetischen dritten Liga, Staffel "Ost" teil. Er wurde zwar nicht für die Qualifikationsrunde für die neue russische Liga zugelassen (sondern einer der Staffeln der zweiten russischen Liga zugeordnet), konnte aber bereits im ersten Jahr aufsteigen. Schemtschuschina spielte sieben Jahre in der Premjer-Liga, platzierte sich dabei aber nie besser als im Mittelfeld und musste meist gegen den Abstieg kämpfen. Beste Platzierung war der neunte Platz aus der Saison 1994. Nach der Spielzeit 1999 stieg die Mannschaft als 15. und vorletzte ab.
Schemtschuschina steht auf Platz 24 der Ewigen Tabelle der Premjer-Liga (Stand Ende Saison 2018/19).
Nach dem Abstieg verlor der Klub beinahe sämtliche Spieler, konnte aber wegen erheblicher finanzieller Schwierigkeiten keinen ausreichenden Ersatz einkaufen, sodass die Mannschaft direkt weiter in die dritte Liga abstieg. Kurzzeitig konnte sich der Club in der dritten Liga stabilisieren, während der Saison 2003 war der Club jedoch bereits weitgehend zahlungsunfähig und löste sich nach der Spielzeit auf.
Der Verein wurde von Naidenow 2007 neugegründet. Schemtschuschina wurde in die russische Amateurklasse aufgenommen. Es gelang der sofortige Aufstieg in die 2. Division, wo das Team von der Schwarzmeerküste zwei Spielzeiten verbrachte. 2009 wurde die Meisterschaft in der Gruppe "Süd" gewonnen und der damit verbundene Aufstieg in die 1. Division gefeiert. 2011 stellte Schemtschuschina den Spielbetrieb wieder ein.

## Erfolge
- Meister der 1. Liga: 1992
- Meister der 2. Division: 2009

## Trainer
- Arsen Naidenow (1991–1997, 2000)
- Anatoli Baidatschny (1997–1998)
- Wiktor Antichowitsch (1999)
- István Seketsch (2000–2003)
- Stanislaw Tschertschessow (2010–2011)

## Bekannte Spieler
| Russland und GUS - Arsen Awetissjan - Robert Sebeljan - Ruslan Baltijew - Serghei Covalciuc - Denis Bojarinzew - Gennadi Bondaruk - Roman Chagba - / Oleksandr Horschkow - Wladimir Schischelow - Wital Bulyha | Europa - Michal Papadopulos - Marek Čech | Südamerika - Nilton Mendes |